# Cynthia Lynch
Cynthia Lynch (18 de mayo de 1971) es una luchadora profesional estadounidense. Ella es conocida por su tiempo en la World Wrestling Federation como Bobcat, una de las muchas "hos" de The Goodfather. Mientras que en la WWF, se convirtió en la primera de las cuatro mujeres en ganar el Campeonato Hardcore de la empresa.

## Carrera
Lynch hizo su debut en la lucha libre como valet, en diciembre de 1996 en el circuito independiente del noreste con la ayuda de su amiga de la infancia Dawn Marie Psaltis. Ella fue manager de muchos luchadores populares en esa área, incluyendo a Steve Corino, Rik Ratchet, Pat Kenney y The Inferno Kid. Poco después, ella comenzó a entrenar para luchar, y participó en muchos mixed tag matches. Ella tuvo su primer combate individual en febrero de 1998 donde fue derrotada por Little Jeanne, conocida entonces como Sweet Destiny. El 24 de julio de 1999, ganó el NWA New Jersey Junior Heavyweight Championship de Kevin Knight.

### World Wrestling Federation (1999-2000)
En 1999, llamó la atención de Tom Prichard, que era entonces un cazatalentos / entrenador para la World Wrestling Federation (WWF), y en julio de 1999 firmó un contrato con la WWF. Ella comenzó a entrenar con Prichard poco después. En octubre de 1999, hizo su aparición en Raw como una de las Hos de The Godfather y fue atacada por Viscera.

### Total Nonstop Action Wrestling (2002)
En el verano de 2002, trabajó brevemente como una TNA Knockout para la Total Nonstop Action Wrestling (TNA) como valet de David Young.

### Ohio Valley Wrestling (2012-2013)
Lynch bajo el nombre de Bobbie "Bobcat" Bardot regresó a la lucha libre en la OVW, empresa en la que su marido (Al Snow) es entrenador. Con el tiempo, se convirtió en mánager de X2C (Raphael Constantine & Sean Casey). En el verano, se convirtió en valet de Elvis Pridemoore. Más tarde, empezó a acompañar a Eddie Diamond y Timmy Danger. El 10 de abril de 2013, participó en una batalla real, pero fue eliminada por Taeler Hendrix.

## Campeonatos y logros
- NWA New Jersey
  - NWA New Jersey Junior Heavyweight Championship (1 vez)[1]
- Women Extreme Wrestling

- WEW Tag Team Championship (1 vez, actual) - con Roni Jonah

- World Wrestling Federation

- WWF Hardcore Championship (1 vez)